# أولاد بوعزة الفيضة (لحباشة)
أولاد بوعزة الفيضة هو دُوَّار يقع بجماعة جاقمة، إقليم برشيد، جهة الدار البيضاء سطات في المملكة المغربية. ينتمي الدوّار لمشيخة لحباشة التي تضم 20 دواوير. يقدر عدد سكانه بـ 337 نسمة حسب الإحصاء الرسمي للسكان والسكنى لسنة 2004.

## روابط خارجية
- البوابة الوطنية للجماعات الترابية
- المندوبية السامية للتخطيط